# Gårdstjärnen (Ovanåkers socken, Hälsingland)
Gårdstjärnen är en sjö i Ovanåkers kommun i Hälsingland och ingår i Ljusnans huvudavrinningsområde. Sjön har en area på 0,145 kvadratkilometer och ligger 163 meter över havet.

## Delavrinningsområde
Gårdstjärnen ingår i det delavrinningsområde (680615-150025) som SMHI kallar för Utloppet av Gårdstjärnen. Medelhöjden är 170 meter över havet och ytan är 1,07 kvadratkilometer. Det finns inga avrinningsområden uppströms utan avrinningsområdet är högsta punkten. Vattendraget som avvattnar avrinningsområdet har biflödesordning 3, vilket innebär att vattnet flödar genom totalt 3 vattendrag innan det når havet efter 94 kilometer. Avrinningsområdet har 0,14 kvadratkilometer vattenytor vilket ger det en sjöprocent på 13,1 procent. Bebyggelsen i området täcker en yta av 0,69 kvadratkilometer eller 64 procent av avrinningsområdet.